# Bernard Bennett
Bernard Bennett (Kingston upon Thames, 31 agosto 1931 – Southampton, 12 gennaio 2002) è stato un giocatore di snooker inglese, professionista dal 1969 al 1995.